# جوشوا باسيت
جوشوا باسيت (مواليد 22 ديسمبر 2000) هو ممثل ومغني أمريكي. أشتهر بدور ريكي في مسلسل هاي سكول ميوزيكال: ذا ميوزيكال: ذا سيريس.

## وصلات خارجية
- جوشوا باسيت على موقع IMDb (الإنجليزية)
- جوشوا باسيت على موقع ميتاكريتيك (الإنجليزية)
- جوشوا باسيت على موقع روتن توميتوز (الإنجليزية)
- جوشوا باسيت على موقع قاعدة بيانات الأفلام العربية
- جوشوا باسيت على موقع ألو سيني (الفرنسية)
- جوشوا باسيت على موقع ميوزك برينز (الإنجليزية)
- جوشوا باسيت على موقع أول موفي (الإنجليزية)
- جوشوا باسيت على موقع أول ميوزيك (الإنجليزية)
- جوشوا باسيت على موقع ديسكوغز (الإنجليزية)
- جوشوا باسيت على موقع قاعدة بيانات الفيلم (الإنجليزية)